# Кампос, Фернандо
Ферна́ндо Ка́мпос Ки́рос (исп. Fernando Campos Quiroz; 15 октября 1923, Кильпуэ, Вальпараисо — 14 сентября 2004, Кильпуэ, Вальпараисо) — чилийский футболист, играл на позиции полузащитника. Участник чемпионата мира 1950 года.

## Биография

### Клубная карьера
В течение шести сезонов Кампос играл за «Сантьяго Уондерерс», с которым так и не выиграл никаких титулов. В 1951 году перешёл в «Коло-Коло», в составе которого отыграл четыре сезона и в 1953 году выиграл чемпионский титул.

### Карьера в сборной
В составе сборной Чили принимал участие на чемпионате Южной Америки 1947 года, где сыграл в одном матче со сборной Аргентины (1:1), выйдя на замену на 64-й минуте вместо Мигеля Бускетса. По итогам турнира сборная Чили заняла четвёртое место.
В составе сборной Чили был участником чемпионата мира 1950 года, но на поле не выходил. Всего за сборную Чили сыграл 5 матчей и забил 3 гола.

### Смерть
Скончался 14 сентября 2004 года в возрасте 80 лет.

## Достижения
«Коло-Коло»
- Чемпион Чили (1): 1953